# Ilsede
Ilsede är en kommun i Landkreis Peine i förbundslandet Niedersachsen i Tyskland. Kommunerna Ilsede och Lahstedt slogs samman 1 januari 2015 under namnet Ilsede.
I kommunen finns orterna Bülten, Groß Bülten, Groß Ilsede, Klein Ilsede, Ölsburg, Solschen, Adenstedt, Gadenstedt, Groß Lafferde, Münstedt och Oberg.